# Close as You Get
Close as You Get ist ein Studioalbum des irischen Blues-Rock- und Hard-Rock-Gitarristen und -Sängers Gary Moore aus dem Jahr 2007. Es beinhaltet wie schon das Vorgängeralbum einige Neuinterpretationen von Blues-Stücken bekannter Bluesmusiker und eigene Kompositionen von Moore im Bluesrock-Stil.
Das Album umfasst Stücke in der von Moore bekannten Mischung aus Bluesrock- und Hardrock-Stilen und eigenen, gefühlvollen Balladen. Sundown ist ein Blues-Stück, auf dem sich Moore lediglich mit einer Slide-basierten Akustikgitarre zum Gesang begleitet. Have You Heard, die bekannte Nummer von John Mayall, welche Eric Claptons Bluesstil bekanntmachte, wird hier von Moore geehrt, indem er deutlich Clapton-Figuren wieder aufnimmt.

## Titelliste
1. If the Devil Made Whiskey (Moore) – 2:47
2. Trouble At Home (Moore) – 5:00
3. Thirty Days (Chuck Berry) – 3:16
4. Hard Times (Moore) – 3:04
5. Have You Heard? (John Mayall) – 4:40
6. Eyesight to the Blind (Sony Boy Williamson) – 2:34
7. Evenin' (Royce Swain) – 5:48
8. Nowhere Fast (Moore) – 3:39
9. Checkin' Up on My Baby (Sony Boy Williamson) – 5:24
10. I Had a Dream (Moore) – 7:17
11. Sundown (Son House) – 7:07

## Mitwirkende
- Gary Moore – guitar, vocals, producer
- Vic Martin – keyboards
- Pete Rees – bass
- Brian Downey – drums
- Mark Feltham – harmonica auf Hard Times und Checkin' Up on My Baby